# Верхний Лобановский Ёган
Верхний Лобановский Ёган — река в России, протекает по Сургутскому району Ханты-Мансийского автономного округа. Длина реки составляет 34 км.
Начинается на северной окраине обширного и мощного (глубина — более 2 метров) болотного массива. От истока течёт в северном направлении через кедрово-берёзовый лес. Входя в обскую пойму, поворачивает на запад и течёт по заболоченной долине. Устье реки находится в 1585 км по левому берегу реки Обь на высоте 29,8 метра над уровнем моря. Ширина реки в низовьях — 50 метров, глубина — 1,5 метра, скорость течения воды 0,4 м/с.
Основной приток — река Нижний Лобановский Ёган — впадает слева в 3 километрах от устья.

## Данные водного реестра
По данным государственного водного реестра России относится к Верхнеобскому бассейновому округу, водохозяйственный участок реки — Обь от впадения реки Вах до города Нефтеюганск, речной подбассейн реки — Обь ниже Ваха до впадения Иртыша. Речной бассейн реки — (Верхняя) Обь до впадения Иртыша.
Код объекта в государственном водном реестре — 13011100112115200041948.